# Quelícera

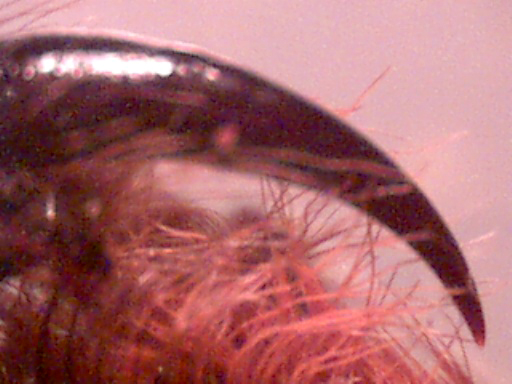
Quelícera da espécie Psalmopoeus cambridgei.

Em zoologia, chamam-se quelíceras ao primeiro par de apêndices do prossoma dos artrópodes do sub-filo Chelicerata, ao qual pertencem as aranhas, escorpiões, ácaros e algumas espécies marinhas.

Tipos de quelíceras: (A) canivete, (B) tesoura e (C) quelato de 3 segmentos.

As quelíceras encontram-se localizadas dos lados da boca, são articuladas e têm diversas funções, e servem principalmente para a predação– todos os quelicerados são vorazes predadores – ou podem estar modificados num aparelho sugador, como nas carraças.

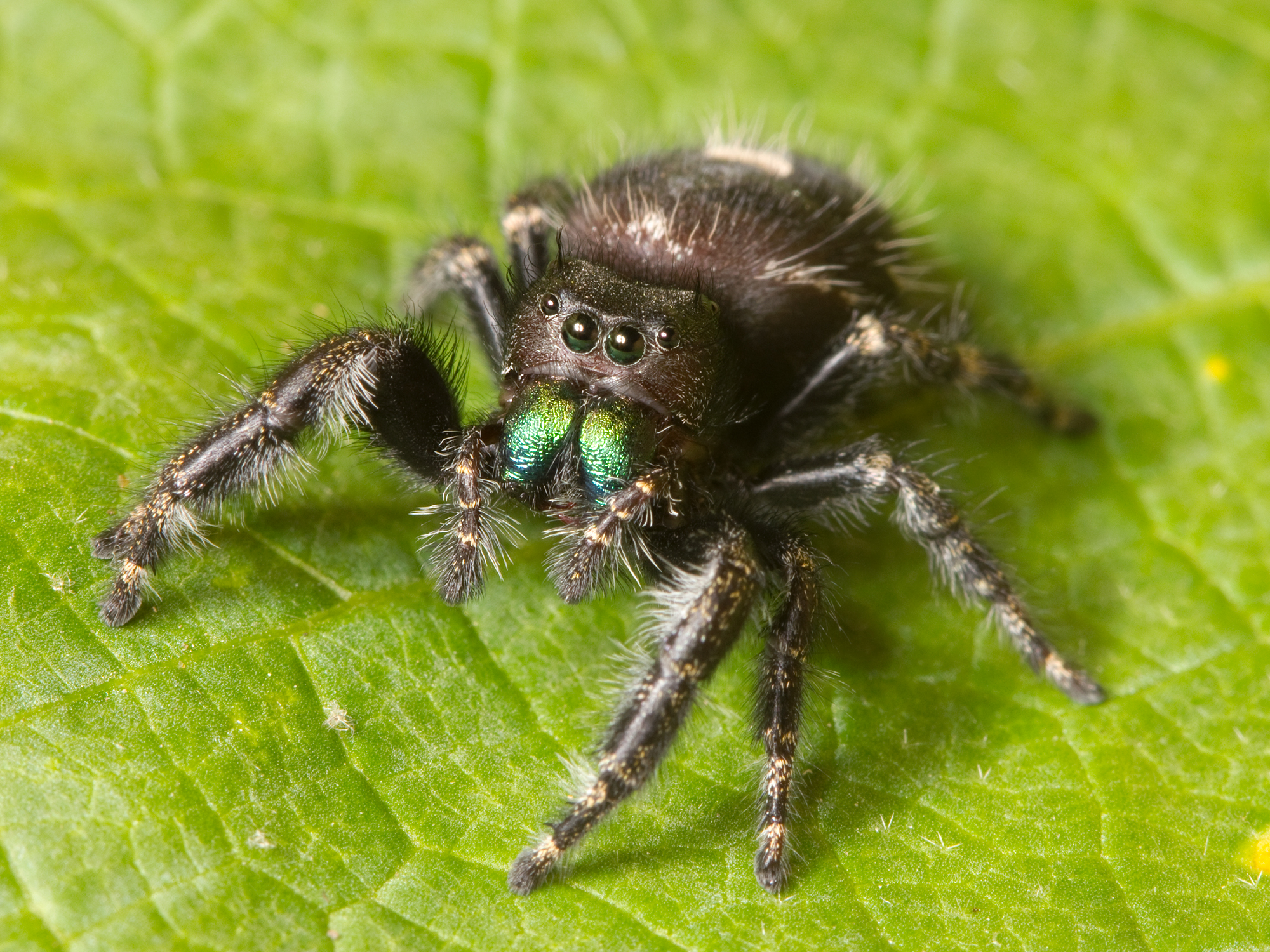
Uma aranha saltadora Phidippus audax. As partes basais das quelíceras são as duas peças bucais verdes iridescentes.

Nas aranhas, acabam numa garra que contém um canal para a injeção de peçonha, enquanto que em algumas espécies acabam numa pinça – não confundir com as grandes pinças dos escorpiões que são pedipalpos modificados.

## Etimologia
O substantivo «quelícera» entra no português por via do latim chelicĕre que, por sua vez, proveio da aglutinação dos étimos gregos χηλή (khele), que significa «pinça de caranguejo»,  e κέρας (keras), que significa «chifre»